# Utricularia flaccida
Utricularia flaccida este o specie de plante carnivore din genul Utricularia, familia Lentibulariaceae, ordinul Lamiales, descrisă de A. Dc.. Conform Catalogue of Life specia Utricularia flaccida nu are subspecii cunoscute.